# Chubb Rock

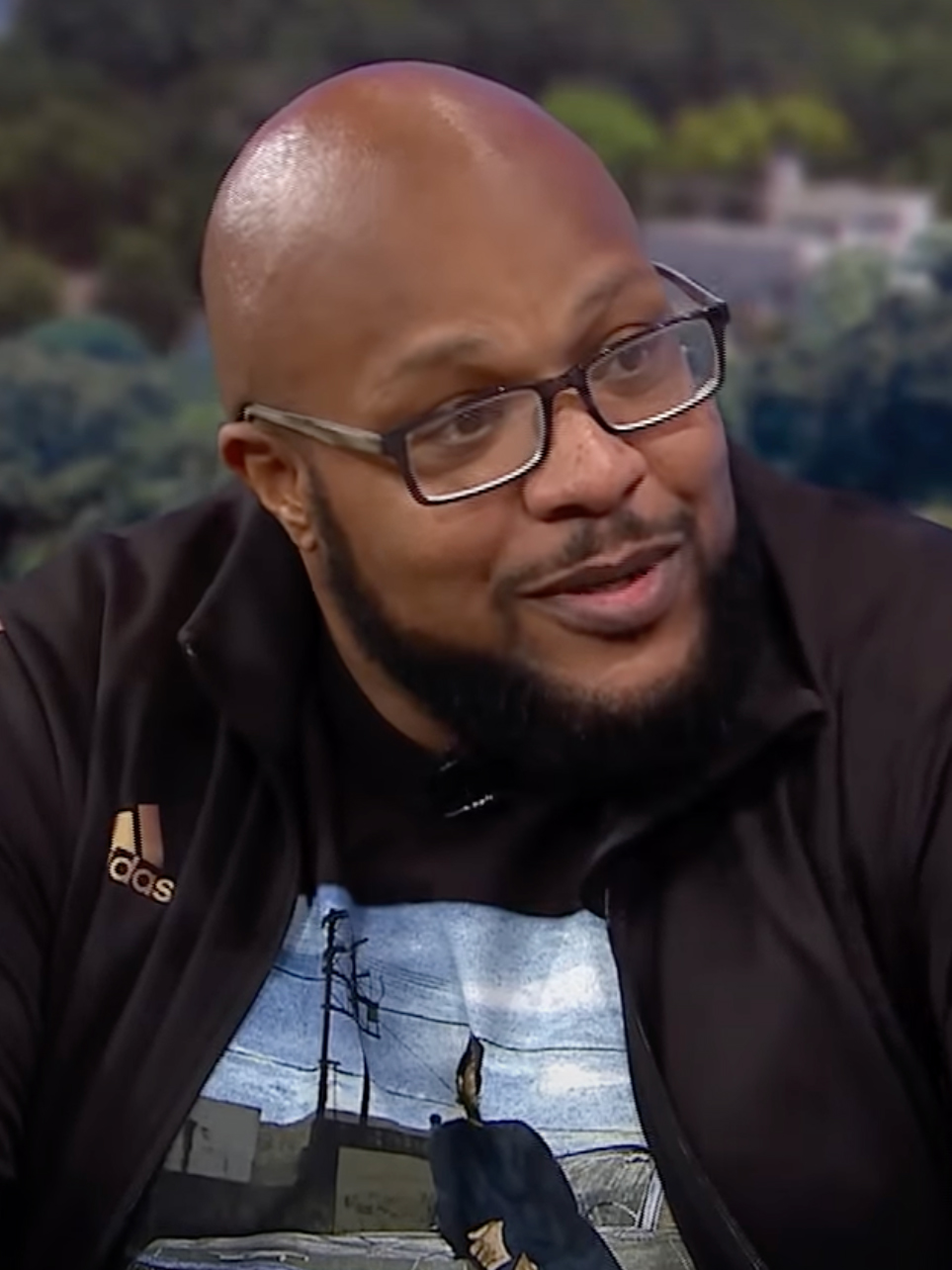
Chubb Rock en el 2019

Chubb Rock (nacido como Richard Simpson el 28 de mayo de 1968 en Jamaica) es un rapero residente en Nueva York que tuvo varios éxitos comerciales en torno a 1990.
En 1991 publicó The One, que alcanzó el #13 en la lista Billboard "Top Hip-Hop/R&B". Tres singles de este álbum llegaron a ser n.º 1 en la lista Billboard "Top Rap Single" de ese mismo año.
Al año siguiente sacó I Gotta Get Mine Yo, una publicación que contaba con las colaboraciones de Grand Puba Maxwell, Poke, y Rob Swinga. Y de paso ayudó a crecer a productores como Trakmasterz.
En 1995, Chubb Rock también fue miembro de los encarnados Crooklyn Dodgers, junto con O.C. y Jeru The Damaja. Este grupo grabó sólo para los filmes de Spike Lee "Clockers" y "Crooklyn." El primer grupo estaba compuesto por Buckshot, Masta Ace y Special Ed. 
Una de sus canciones llamada "ABC's", cantada junto al compositor y rapero somalí K'naan, forma parte de la banda sonora del videojuego Madden NFL 09

## Discografía
- Chubb Rock Featuring Hitman Howie Tee (1988 - Select Records)
- Chubb Rock